# Вильцово
Вильцово — деревня в Суздальском районе Владимирской области России, входит в состав Селецкого сельского поселения.

## География
Деревня расположена в 20 км на север от райцентра города Суздаль близ автодороги Владимир — Иваново.

## История
В конце XIX — начале XX века деревня входила в состав Торчинской волости Суздальского уезда, с 1924 года — в составе Владимирского уезда. В 1859 году в деревне числилось 29 дворов, в 1905 году — 25 дворов, в 1926 году — 25 дворов.
С 1929 года деревня входила в состав Мочальницкого сельсовета Суздальского района, с 1940 года — в составе Торчинского сельсовета, с 2005 года — в составе Селецкого сельского поселения.

## Население
| 1859 | 1905 | 1926 |
| ---- | ---- | ---- |
| 154  | 126  | 180  |

| 1859 | 1905 | 1926 | 2002 | 2010 | 2021 |
| ---- | ---- | ---- | ---- | ---- | ---- |
| 154  | ↘126 | ↗180 | ↘22  | ↘10  | ↘8   |